# Catherine Chamié
Catherine Chamié (13 de diciembre de 1888 - 14 de julio de 1950) fue una química francesa. Junto con Irène Joliot-Curie midió por primera vez la semivida del radón. También realizó una extensa investigación sobre el efecto fotográfico de las agrupaciones de átomos, efecto que lleva su nombre, conocido como efecto Chamié.

## Biografía
Nacida el 13 de diciembre de 1888 en Odessa, Catherine Chamié era hija del notario franco-sirio Antoine Chamié y de su esposa rusa Helene Golovkine. Después de completar su educación escolar en Odessa en 1907, se matriculó en la Facultad de Ciencias de la Universidad de Ginebra en el mismo año, donde recibió un doctorado en electromagnetismo en 1913. Más tarde regresó a Rusia y continuó sus estudios sobre voltajes en fanotrones en el laboratorio de física de la Universidad Estatal de San Petersburgo. Durante la Primera Guerra Mundial, trabajó como enfermera de guerra en las clínicas establecidas en la Universidad de Odessa hasta 1916. Después de la guerra, continuó su trabajo científico como asistente de matemáticas en la Universidad de Odessa.
Durante la revolución rusa, el 4 de abril de 1919, su familia huyó de Odessa con las tropas francesas y llegó a un asentamiento de refugiados en Voreppe, cerca de Grenoble. Después de permanecer allí durante un período de cinco meses, se mudó a París en busca de oportunidades educativas y laborales para mantener a su familia. Durante el año académico 1919–20, se inscribió en una serie de cursos gratuitos relacionados con la radiactividad ofrecidos por el Collège de France, París. Simultáneamente trabajó como profesora de ciencias y ofreció clases particulares en una institución educativa. Después de completar los cursos y adquirir experiencia en el campo de la radiactividad, le escribió a Marie Curie para buscar oportunidades para trabajar a tiempo parcial en su laboratorio en el Instituto Curie. Marie le ofreció un puesto. Posteriormente, Chamié se incorporó como químico de forma voluntaria al departamento de medición del instituto. Sus trabajos incluyeron la preparación de sales de radio y el análisis de minerales radiactivos del Congo. Pronto obtuvo una beca de investigación que le permitió trabajar en el instituto Radium de forma remunerada. Entre 1920 y 1934, ayudó a Marie Curie en sus principales trabajos de investigación.
En 1934, tras la partida de Renée Galabert, se convirtió en jefa del departamento de medición y llevó a cabo investigaciones en el campo de las aplicaciones médicas de la radiactividad. En 1929 se naturalizó francesa.
Murió en París el 14 de julio de 1950 por “causas relacionadas con la radiación”.

## Publicaciones
Entre 1921 y 1950 escribió más de 40 artículos de investigación. Sus obras más importantes incluyen
- Nuevos principios de psicología, su aplicación al estudio de los sistemas de conocimiento y personalidad (1937)
- Psicología del conocimiento: Formación, estructura y evolución del conocimiento científico (1950)

## Nota
El efecto Chamié es un método desarrollado por Chamié que consiste en exponer una película fotográfica a la solución reactiva para determinar si la pequeña cantidad de compuesto radiactivo utilizado era soluble o insoluble en el solvente. Este método fue posteriormente llamado efecto Chamié por Otto Hahn e Irène Joliot-Curie.